# Tatari (spin)
Tatari is een geslacht van spinnen uit de familie springspinnen (Salticidae).

## Soorten
De volgende soorten zijn bij het geslacht ingedeeld:
- Tatari multispinosus Berland, 1938